# أمل جراح
أمل جرّاح (1945 - 6 فبراير 2004) شاعرة وروائية سورية. ولدت في مرجعيون بلبنان ودرست في دمشق، وعملت في الصحافة. لها دواوين شعرية رسائل امرأة دمشقيّة إلى فدائي فلسطيني 1969، وصاح عندليب في غابة 1978، وامرأة من شمع وشمس وقمر ورواية خذني بين ذراعيك 1967.

## سيرتها
ولدت أمل جراح في مرجعيون جنوبي لبنان لأبوين سوريين، تلقت تعليمها في دمشق، وتزوجت من القصصي السوري ياسين رفاعية عام 1967 لينتقلا للإقامة في بيروت التي غادراها بعد اندلاع الحرب الأهلية في السبعينيات إلى لندن ثم يعودا إليها مجددا. فارقت الحياة في بيروت بعد صراع مع المرض في 6 فبراير 2004. ووري جثمانها الثرى في مقبرة الشهداء (بيروت).
لديها خمس مجموعات شعرية هي:
1. رسائل إمراة دمشقية إلى فدائي فلسطيني، بيروت، 1970،
2. إمراة من شمع وشمس، الكويت، 1972،
3. وصاح عندليب في غابة، بيروت، 1975،
4. صفصافة تكتب اسمها، بيروت، 1986،
5. وبكاء كأنه البحر، والتي صدرت بعد رحيلها بشهرين.

من رواياتها «خذني بين ذراعيك» والتي قامت بكتابتها العام 1967 وصدرت في 2010 تحت عنوان «الرواية الملعونة» وحازت عنها جائزة مجلة الحسناء العام 1968.
صدر بعد رحيلها بعام كتاب حمل عنوان (أمل جراح أميرة الحزن والكبرياء) حمل معظم ما كُتب عنها بعد رحيلها ومختارات من مجموعاتها الشعرية الخمس.